# شهرستان لان‌شی
شهرستان لان‌شی (به چینی: 兰西县) یک شهرستان در استان هئی‌لونگ‌جیانگ چین است که در تابعیت شهر سوی‌هوا قرار دارد.
منطقهٔ شهری اصلی لان‌شی (شهرک لان‌شی)، در فاصله‌ای حدود ۷۵ کیلومتری غرب مرکز «شهر در سطح ولایت» سوی‌هوا، منطقه بئی‌لین (سوی‌هوا)، و حدود ۷۵ کیلومتری شمال مرکز استان هئی‌لونگ‌جیانگ، شهر هاربین قرار دارد.  شاهراه ملی G202 به طور شمالی-جنوبی از این شهرستان عبور کرده و آن را به هاربین در جنوب و شهرستان چینگ‌گانگ در شمال وصل می‌کند

## تقسیمات اداری
شهرستان لان‌شی به ۸ شهرک و ۷ قصبه تابعه تقسیم شده است. سه «میدان» هم‌سطح قصبه نیز تابع این شهرستان می‌باشند، مانند نواحی اداری مزارع و مراتع.
- شهرک پینگ‌شان (平山镇، Píngshān zhèn)
- شهرک کانگ‌رونگ (康荣镇، Kāngróng zhèn)
- شهرک لان‌شی (兰西镇، Lánxī zhèn)
- شهرک لیاویوان (燎原镇، Liáoyuán zhèn)
- شهرک لین‌جیانگ (临江镇، Línjiāng zhèn)
- شهرک هونگ‌گوانگ (红光镇، Hóngguāng zhèn)
- شهرک یوان‌دا (远大镇، Yuǎndà zhèn)
- شهرک یولین (榆林镇، Yúlín zhèn)

- قصبه بئی‌آن (北安乡، Běi'ān xiāng)
- قصبه چانگ‌جیانگ (长江乡، Chángjiāng xiāng)
- قصبه چانگ‌گانگ (长岗乡، Chánggǎng xiāng)
- قصبه شینگ‌هوو (星火乡، Xīnghuǒ xiāng)
- قصبه فن‌دوو (奋斗乡، Fèndòu xiāng)
- قصبه لان‌هه (兰河乡، Lánhé xiāng)
- قصبه هونگ‌شینگ (红星乡، Hóngxīng xiāng)

- میدان پرورش بذر پایه ۱ام (第一原种场، Dì yī yuánzhǒngchǎng)
- میدان پرورش بذر پایه ۲ام (第二原种场، Dì èr yuánzhǒngchǎng)
- میدان زادآوری گوسفند گوشتی  (肉用种羊场، Rò yòng zhǒngyángchǎng)